# Martin Tietjen

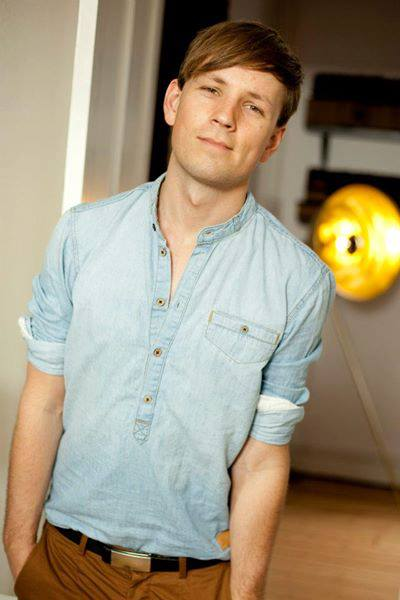
Martin Tietjen (2013)

Martin Tietjen (* 13. November 1985 in Henstedt-Ulzburg) ist ein deutscher Moderator, Journalist und Schauspieler. Er ist Moderator bei RTL und Radio-Moderator bei NDR Info. Er war Bestandteil des Moderatorenteams des Fernsehsenders Joiz Germany.

## Werdegang
Der Sohn einer schwedischen Mutter und eines deutschen Vaters wuchs in Quickborn auf und schloss nach der Schulzeit eine Ausbildung in „Moderation – Medienpräsentation“ an der Hanseatischen Akademie der Medien in Lübeck ab.
Seine ersten Film- und Moderationserfahrungen machte Tietjen bei dem offenen Kanal Hamburg. Ab 31. Mai 2006 wurde Tietjen bei dem Fernsehsender VIVA als Moderator der Loveparade 2006, VIVA Live! und VIVA Club Rotation eingesetzt, nachdem er ein offenes Casting gewann.
Im Jahr 2007 spielte Tietjen die Episodenrolle „Ole Kramer“ bei der RTL-Soap Gute Zeiten, schlechte Zeiten, zudem spielte er in dem ZDF-Film „Lilys Geheimnis“ die junge Version der Rolle von Jan Josef Liefers. Seine erste Kinorolle hatte er 2008 in dem deutschen Kinofilm Summertime Blues (Rolle: Leo Stanton) unter der Regie von Lisa-Marie Reich. Nach weiteren Schauspiel- und Moderationsjobs moderierte er schließlich von 2010 bis 2014 exklusiv beim Norddeutschen Rundfunk (NDR), wo er auch sein Volontariat absolvierte.
Ab August 2013 war Martin Tietjen fester Bestandteil des Moderatorenteams des deutschen Ablegers des privaten Fernsehsenders Joiz Germany. Am 27. Juli 2015 gab er bekannt, dass er den Jugendsender verlassen wird. Bei Sat.1 wurde er als Reporter im nur kurz laufenden Magazin Unser Tag bis zu dessen Einstellung am Freitag, den 19. September 2015 eingesetzt. Im Frühjahr 2016 war Tietjen Reporter beim Sat.1 Gold-Magazin Service-Team Deutschland.
Tietjen publizierte 2018 sein erstes Buch mit dem Titel „Selbstrufmord“.

### Moderation (TV)
- 2006: VIVA Live!, VIVA Club Rotation, Charts, Loveparade 2006 (VIVA)
- 2010: Schöne Bescherung – Das Lustigste zum Fest (NDR)
- 2010: Einfach Himmlisch – Sister Act, das neue Musical in Hamburg (NDR)
- 2010: Nordmagazin – Land und Leute (NDR)
- 2010–2012: Reeperbahn Festival (NDR)
- 2010–2013: Die lustigsten Momente (NDR)
- 2013–2015: Joiz-Moderator – u. a. joiZone, Live & Direkt, Coffee & Charts, Joiz Special, Living Room, Check-In, HomeRun
- seit 2016: RTL-Backstage-Moderator – u. a. DSDS, Let’s Dance, Die Puppenstars, It Takes 2, RTL-Spendenmarathon

### Moderation (Radio)
- 2010–2013: Moderator bei N-Joy
- seit 2010: Moderator bei NDR Info
- seit 2019: Das Sommerhaus der Stars – Der Podcast (RTL+)
- seit 2020: Let’s Dance – Der offizielle Podcast (RTL+)
- seit 2022: Bei Anruf Flux auf Flux FM

### Moderation (Sonstiges)
- 2009–2011: Ideen Expo TV (Messe Hannover)
- 2011: Eurovision Song Contest (Eurovision.de/NDR)
- seit 2012: Mit Leselust auf Klassenfahrt (Ministerium für Bildung Rheinland-Pfalz)
- 2016: Bunte Now (Burda Studios)

### Reporter
- 2015: Unser Tag (Sat.1)
- 2016: Service-Team Deutschland (Sat.1 Gold)

### Schauspiel
- 2003: St. Angela (Fernsehserie, eine Folge)
- 2005: Die Diebin und der General (Fernsehfilm)
- 2005: Die letzte Schlacht (Dokudrama)
- 2006: Mittendrin – Ninas Welt (Internetserie)
- 2007: Das Fest (Kurzfilm)
- 2008, 2017: Gute Zeiten, schlechte Zeiten (Fernsehserie, 4 Folgen)
- 2008: Madsen – Nachtbaden (Musikvideo)
- 2009: Lilys Geheimnis (Fernsehfilm)
- 2009: Summertime Blues
- 2009: Rafael (Kurzfilm)

### Hörspiel
- 2008: Der letzte Detektiv